# Linje (militär)
Linje är den formering som uppkommer, då en trupps olika avdelningar, var för sig uppställda på ett eller flera led, ställs bredvid varandra med större eller mindre mellanrum. Om mellanrummen mellan de enskilda männen i samma led inte är större, än som erfordras för fri rörelse, kallas linjen ”sluten linje” eller endast linje; är mellanrummen större, benämnes den ”öppen linje”. Linjen är den enda slutna formering, som tillåter samtidigt användande av alla vapen. Till följd därav var den den enda stridsformeringen vid artilleriet och den vanliga vid kavalleriet, då detta uppträder slutet. Under 1700-talet var linjen den uteslutande förekommande stridsformeringen, till följd att 1700-talets stridssätt fick benämningen ”lineartaktik” eller ”linjartaktik”.
Befäst linje kallas en befästning av stor utsträckning, avsedd att trygga en större landsträcka eller en hel riksgräns.